# Agathis
O género Agathis, conhecido pelos nomes vulgares kauri ou damar, é um género relativamente pequeno com 21 espécies de árvores perenifólias da muito antiga família de coníferas Araucariaceae. Com distribuição generalizada no período Jurássico, atualmente são encontradas apenas em pequenas áreas do hemisfério sul. Possuem troncos muito grandes com poucos ou nenhuns ramos até uma certa altura. As árvores jovens têm geralmente forma cónica; apenas após atingirem a maturidade desenvolvem coroas mais arredondadas ou com formas irregulares.

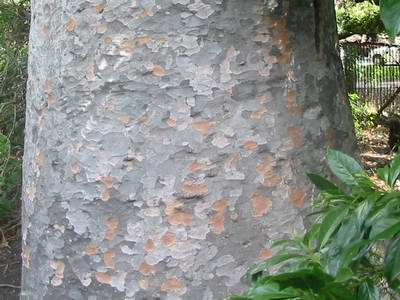
Casca de Agathis robusta no Melbourne Royal Botanic Gardens (as folhas pertencem a outra planta)

A casca é suave e de cor cinzento-claro ou cinzento-castanho, geralmente desfiando-se em bocados irregulares que se tornam mais espessos em árvores mais velhas. A estrutura dos ramos é muitas vezes horizontal ou, quando maior, ascendente. Os ramos mais baixos deixam muitas vezes cicatrizes circulares quando se desprendem do tronco inferior.
Em todas as espécies as folhas juvenis são maiores que as adultas, mais ou menos pontiagudas, variando entre as espécies desde ovadas a lanceoladas. As folhas adultas, pelo contrário, são elípticas a lineares, e bastante espessas. As folhas jovens apresentam-se muitas vezes com tonalidades acobreadas, contrastando fortemente com a folhagem normalmente verde da estação anterior.
Os cones de pólen masculinos aparecem geralmente apenas nas árvores maiores após os cones de sementes aparecerem. Os cones femininos de sementes desenvolvem-se geralmente em pequenos ramos laterais, maturando após dois anos. Têm geralmente forma oval ou de globo.
As sementes de algumas espécies são atacadas pelas lagartas de Agathiphaga, algumas das traças mais primitivas que existem.

## Usos
Várias espécies de kauri produzem diversas resinas, como o copal de kauri, copal de Manila e a goma damar.
A madeira é de boa qualidade e utilizada no fabrico de guitarra de gama média devido às suas boas propriedades de ressonância, com relativo baixo preço de produção. É também usada no fabrico de alguns tabuleiros de Go.

## Lista de espécies[4]
- Agathis atropurpurea - Kauri-preto ou Kauri-azul (Queensland, Austrália)
- Agathis australis - Kauri-da-nova-zelândia (Ilha Norte, Nova Zelândia)
- Agathis borneensis (Malásia Peninsular, Sumatra e Bornéu)
- Agathis corbassonii - Kauri-vermelho (Nova Caledónia)
- Agathis dammara (sin. A. celebica) - Pinheiro-de-amboina (Filipinas; Celebes e Ilhas Molucas, Indonésia)
- Agathis endertii - (Bornéu)
- Agathis flavescens - (Bornéu)
- Agathis kinabaluensis - (Bornéu)
- Agathis labillardieri - Kauri-da-nova-guiné (Nova Guiné)
- Agathis lanceolata - Kauri-da-floresta ou kauri-do-sul (Nova Caledónia)
- Agathis lenticula - (Bornéu)
- Agathis macrophylla (sin. A. vitiensis) - Kauri-do-pacífico, Dakua (Fiji, Vanuatu, Ilhas Salomão)
- Agathis microstachya - Kauri-touro (Queensland, Austrália)
- Agathis montana - Kaori-do-monte-panié ou dayu-biik (Nova Caledónia)
- Agathis moorei - Kauri-branco ou kauri-do-norte (Nova Caledónia)
- Agathis orbicula - (Bornéu)
- Agathis ovata - Kauri-de-montanha (Nova Caledónia)
- Agathis robusta - Kauri-de-queensland  (Queensland, Austrália; Nova Guiné)
- Agathis silbae (Vanuatu)